# Offaly GAA
L'Offaly County Board (od Offally GAA, termine che indica anche le rappresentative della contea degli sport gaelici) è una dei 32 county boards, sezioni della Gaelic Athletic Association. È responsabile della diffusione all'interno della Contea di Carlow degli sport gaelici, organizzando i vari tornei tra le squadre affiliate, nonché soprattutto per la gestione delle franchigie inter-county, amministrate e dirette da due board separati.
Nonostante le non molto estese dimensioni, Offaly ha saputo competere ad alti livelli in entrambi gli sport principali, arrivando a vincere entrambi i titoli nazionali. È considerata pertanto una Dual County.

## Calcio gaelico
Il Calcio gaelico è lo sport più popolare della contea che però fino agli anni sessanta ebbe poche occasioni di mettersi in mostra.
Il primo titolo provinciale infatti arrivò nel 1960, bissato nel 1961, anno in cui Offaly raggiunse la prima finale Al-Ireland della sua storia perdendo tuttavia contro Down. La successiva vittoria provinciale del 1969 permise ad Offaly di tornare in finale, ma perse stavolta contro Kerry.
Il periodo migliore della storia della contea è il biennio 1971-1972, quando la squadra si impose a livello nazionale vincendo due titoli consecutivi, rispettivamente contro Galway e contro Kerry. Offaly non si ripresentò in finale fino al 1981, di nuovo contro Kerry che si prese la rinvincita.
Fu però nel 1982 che la franchigia della contea entrò nella storia e nell'immaginario collettivo. Offaly giocò la finale nuovamente contro Kerry (partita che era la rivincita dell'anno precedente) che a fine partita conduceva di due punti ed era vicinissima a conquistare uno storico quinto titolo consecutivo. A due minuti dal termine entrò in campo però Séamus Darby appena in tempo per segnare uno dei goal più famosi della storia dell'All-Ireland Senior Football Championship garantendo la vittoria finale alla propria squadra. Il rocambolesco ed epico titolo del 1982 fu l'ultimo per Offaly a livello senior. Da quell'anno è iniziato un lungo periodo magro di trionfi, interrotto soltanto dal titolo provinciale del 1997.

### Titoli vinti
- All-Ireland Senior Football Championship: 3
  - 1971, 1972, 1982
- All-Ireland Under-21 Football Championship: 1
  - 1988
- All-Ireland Minor Football Championship: 1
  - 1964
- National Football League: 1
  - 1998
- Leinster Senior Football Championship: 10
  - 1960, 1961, 1969, 1971, 1972, 1973, 1980, 1981, 1982, 1997
- Leinster Under-21 Football Championship: 8
  - 1968, 1971, 1973, 1977, 1979, 1986, 1988, 1995
- Leinster Minor Football Championship: 6
  - 1947, 1960, 1962, 1964, 1965, 1989
- Leinster Junior Football Championship: 4
  - 1935, 1972, 1998, 2001

## Hurling
Negli anni settanta la GAA decise di promuovere la diffusione dell'hurling in quelle contee dell'Irlanda in cui lo sport era poco diffuso. Tra queste Offaly fu quella che beneficiò maggiormente dell'iniziativa, tanto che negli anni ottanta si aggiudicò ben sei Leinster Senior Hurling Championships e un titolo All-Ireland (1981). Offaly avrebbe vinto altri tre titoli di cui il più famoso è quello del 1994: Limerick conduceva tranquillamente e con un buon margine fino agli ultimi minuti quando si scatenò la reazione della franchigia del Leinster che segnò in quel breve lasso di tempo 2 goal e 5 punti, trionfando per 3-16, 2-13. La rimonta passò alla storia e la finale fu ribattezzata "five minute final" ("Finale dei cinque minuti").

### Titoli vinti
- All-Ireland Senior Hurling Championships: 4
  - 1981, 1985, 1994, 1998
- All-Ireland Under-21 Hurling Championships: None
- All-Ireland Minor Hurling Championships: 3
  - 1986, 1987, 1989
- All-Ireland Junior Hurling Championships: 2
  - 1923, 1929
- National Hurling Leagues: 1
  - 1991
- National Hurling League Div 2 2
  - 2005. 2009
- Leinster Senior Hurling Championships: 9
  - 1980, 1981, 1984, 1985, 1988, 1989, 1990, 1994, 1995
- Leinster Under-21 Hurling Championships: 5
  - 1978, 1989, 1991, 1992, 2000
- Leinster Minor Hurling Championships: 4
  - 1986, 1987, 1989, 2000
- Walsh Cup: 5
  - 1977, 1981, 1990, 1993, 1994
- Leinster Junior Hurling Championships: 7
  - 1915, 1922, 1923, 1924, 1929, 1938, 1953

## Colori e simboli
Offaly gioca tradizionalmente con un'iconica divisa formata da una maglia tripartita orizzontalmente verde-bianco-oro, pantaloncini bianchi e calzettoni verdi. Non è chiaro quando furono adottati, ma si sa per certo che per poterli utilizzare nella propria provincia vinse un'apposita competizione. 
I colori nazionali (verde-oro, verde-bianco-oro) erano infatti piuttosto popolari ed ambiti tra i vari board e club al tempo. La maglia dall'adozione non è pressoché mai cambiata, se non per inserti gialli più o meno vistosi a seconda delle annate e delle produzioni tecniche.
Quando la squadra si confronta con squadre verdi o gialle (perlopiù Kerry), ha di solito sempre indossato una tenuta bianca con i colori sportivi in vista. L'iconica maglia degli anni '80 (ripresa nello stile anche più volte successivamente), un kit interamente bianco con spalle verdi e petto oro, è entrata nell'immaginario collettivo quanto la maglia tradizionale.
Sulle maglie di Offaly ha campeggiato per diversi anni, fino all'adozione del logo ufficiale da parte del board, lo stemma tradizionale della contea.